# Papiće
Papiće (izvirno srbsko Папиће) je naselje v Srbiji, ki upravno spada pod Občino Sjenica; slednja pa je del Zlatiborskega upravnega okraja.

## Demografija
V naselju živi 201 polnoletni prebivalec, pri čemer je njihova povprečna starost 35,1 let (35,4 pri moških in 34,7 pri ženskah). Naselje ima 67 gospodinjstev, pri čemer je povprečno število članov na gospodinjstvo 4,12.
|  |

| Demografija | Demografija     | Demografija     |
| Leto        | Št. prebivalcev | Št. prebivalcev |
| ----------- | --------------- | --------------- |
|             |                 |                 |
|             |                 |                 |
|             |                 |                 |
|             |                 |                 |
| 1948        | 198             |                 |
| 1953        | 240             |                 |
| 1961        | 243             |                 |
| 1971        | 298             |                 |
| 1981        | 288             |                 |
| 1991        | 221             | 221             |
| 2002        | 294             | 276             |
|             |                 |                 |

| Etnična sestava po popisu iz leta 2002 | Etnična sestava po popisu iz leta 2002 | Etnična sestava po popisu iz leta 2002 | Etnična sestava po popisu iz leta 2002 | Etnična sestava po popisu iz leta 2002 |
| -------------------------------------- | -------------------------------------- | -------------------------------------- | -------------------------------------- | -------------------------------------- |
| Bošnjaki                               | Bošnjaki                               |                                        | 272                                    | 98,55%                                 |
| Muslimani                              | Muslimani                              |                                        | 3                                      | 1,08%                                  |
| Neznano                                | Neznano                                |                                        | 1                                      | 0,36%                                  |